# واساک پوغوسیان
واساک سامسونی پوغوسیان (ارمنی: Վասակ Սամսոնի Պողոսյան؛ انگلیسی: Vasak Poghosyan؛ زادهٔ ۱۸۸۱ - درگذشته ۱۹۳۸) یک سیاستمدار اهل ارمنستان است که از تاریخ ۸ دسامبر ۱۹۲۳ –  تا تاریخ ۳۰ مارس ۱۹۲۹ سمت وزیر دارایی ارمنستان شوروی را برعهده داشت.

## زندگی‌نامه
وی در ۱۸۸۱ به دنیا آمد. وی در ۱۹۳۸ در سن ۵۷ سالگی در جریان پاکسازی بزرگ تیرباران شد.